# Nature's Sunshine Products
Nature's Sunshine Products, Incorporated (NASDAQ: NATR), dále jen „NSP", je výrobcem a prodejcem doplňků stravy, včetně bylin, vitamínů, minerálů a výrobků osobní péče, které jsou distribuovány prostřednictvím multi-level marketingu. Společnost byla založena ve městě Lehi, ve státě Utah, kde sídlí dodnes. Společnost má výrobní závod ve městě Spanish Fork, Utah.

## Historie
Společnost NSP byla založena v roce 1972, jako rodinná firma rodinou Hughesových. Jejich první výrobek byl capsicin v tobolce, který vyrobili ve své kuchyni. Společnost využívá víceúrovňový marketingový obchodní model, ve kterém jsou produkty primárně prodávány prostřednictvím nezávislých distributorů, kteří dostávají provize na základě vlastního prodeje, jakož i registrační bonusy a provize založené na prodeji distributorů ve své organizaci.
V roce 2019 bylo uvedeno, že se společností spolupracuje více než 494 000 nezávislých partnerů, distributorů a zákazníků ve více než 40 zemích.
Prodej produktů byl rozdělen do čtyřech cílových teritorii:
- NSP Amerika (USA, Kanada a španělsky hovořící země)[3]
- NSP Rusko[3]
- NSP pro centrální a východní Evropu[3]
- NSP Čína[3]

NSP také vlastní společnost Synergy Worldwide, společnost pro přímý prodej, která také prodává potravinové doplňky stravy pod svou značkou.
Produkty pro obě společnosti jsou vyráběny ve výrobním a výzkumném zařízení (Hughesovo středisko pro výzkum a inovace) umístěném ve městě Spanish Fork, Utah.
NSP je členem DSA a dodržuje Etický kodex.
V červnu 2019 společnost NSP ohlásila oznámila restrukturalizaci svých globálních obchodních jednotek, s cílem vytvořením čtyř regionálních operačních jednotek.

## Kontroverze
Společnost Nature's Sunshine čelila kritice za to, že po invazi na Ukrajinu pokračuje ve své činnosti v Rusku. Podle databáze Leave Russia, která sleduje společnosti udržující obchodní aktivity v Rusku, je společnost Nature's Sunshine uvedena jako stále působící v regionu. To vedlo ke kontrole ze strany různých organizací, které se zasazují o odpovědnost firem a etické obchodní postupy v době geopolitického konfliktu.

## Produkty a výroba
Výrobní postupy společnosti NSP jsou v souladu se standardy NSF/ANSI.

## Výsledky hospodaření

### 2019
- Společnost ohlásila finanční výsledky za druhé čtvrtletí roku 2019 s pokračujícím výrazným zlepšováním marže.[7]

## Globální aktivity, události, informace

### Nadace: Impact Foundation
Společnosti NSP podporuje nadaci Impact Foundation. Činností této nadace je zvyšovat povědomí o léčivé síle přírody, o vytvoření smysluplných podpůrných příležitostí a o spolupráci s charitativními organizacemi, které úzce souvisí s posláním naší společnosti.

### 2019
- Nature's Sunshine Products, Inc. 6. září oznámila, že vstoupí na trh CBD s celou řadou produktů odvozených z konopí.[9][10]
- V listopadu společnost ohlásila výsledky za 3. čtvrtletí: prodej vzrostl o 1,1% na 88,5 milionu USD, byl téměř shodný s předchozím rokem; upravený zisk dle EBITDA vzrostl o 63,2% na 8,3 milionu USD, oproti stejnému období v roce 2018.[11][12]

### 2020
- 10. únor: Společnosti, prostřednictvím Impact Foundation, a ve spolupráci s místními distributory a zaměstnanci v Číně, darovala 90 500 USD (633 357 RMB) nadaci Shanghai Charity Foundation, na pomoc s léčby koronavíru Wuhan.[13]
- 27. únor: Dne 23. února 2020 zemřela spoluzakladatelka společnosti Nature's Sunshine Products, Inc. Kristine F. Hughes (*9. srpna 1938), bylo jí 81 let. V oblasti přímého prodeje, bylinných, potravinových a wellness přípravků pracovala 48 let. Ve společnosti působila od jejího založení v roce 1972. Od roku 1980 byla ve výkonných funkcích: 1984–2012 jako předsedkyně představenstva, 1996–1997 jako generální ředitelka, 2013–2019 jako místopředsedkyně představenstva. Kristinu F. Hughes přežili dva spoluzakladatelé, její manžel Gene Hughes a Pauline Hughes, a její sedm dětí, Craig Hughes, Chris Hughes, Heidi Hughes Hastings, Sherston Hughes Faux, Julie Hughes King, Jeni Hughes McCoard a Kristi Hughes Dowding, 37 vnoučat a 4 pravnoučata.[14][15][16]

## Soudní spory
31. července 2009, společnost souhlasila, že zaplatí pokutu 600.000 dolarů, když byla obviněna vládní agenturou SEC, že v letech 2000 a 2001, podplácela brazilské úředníky částkou více než 1.000.000 dolarů. Podle SEC to bylo provedeno proto, aby společnost mohla dovážet neregistrované nutričních výrobky do země, a následně pak falšovali účetní knihy, aby zakryli platby.   